# Mujeres de blanco
Mujeres de blanco o Las enfermeras (en el francés original, Femmes en blanc) es una serie de cómic humorístico creada por el guionista Raoul Cauvin y el dibujante Philippe Bercovici en 1981 para el número 2240 de le journal de Spirou.

## Argumento y personajes
Las historietas de Mujeres de blanco se sitúan en el ámbito hospitalario, protagonizadas por múltiples personajes, como el Doctor Minet o la enfermera Nathalie. 

## Estilo
Al igual que Pierre Tombal, también del mismo guionista, destaca por su humor negro e irónico y el original trazo de sus dibujantes, producto de una época en que "Spirou" se abría a nuevos estilos.

## Trayectoria editorial
Ambos autores habían trabajado ya juntos en Les grandes amours contrariées (1979).
En España fue publicada por SARPE en la revista "Fuera Borda" con el título de Las enfermeras y posteriormente por Ediciones B con el de Mujeres en blanco, dentro de su colección Dragón Cómics.
Dupuis ha producido 28 álbumes de la serie:
1. Les femmes en blanc (1986) (¡Va de enfermeras!)
2. Gaze à tous les étages (1987) (¡Gasa en todas las habitaciones!)
3. Superpiquées (1987) (Todas en super forma)
4. Les jeunes filles opèrent (1988) (Las muchachas operan)
5. J'étais infirme hier (1989)
6. Gai rire à tout prix (1989)
7. Pinces, sang, rires (1990)
8. Six foies neufs (1991)
9. Piquées de grève (1992)
10. Machine à coudre (1992)
11. Sang dessus dessous (1993)
12. Cœur d'artiste chaud (1994)
13. En voie de disparition (1995)
14. Des corps rompus (1996)
15. Avant que le cor ne m'use ! (1996)
16. Elle met mal l'alèse (1997)
17. Le drain sifflera trois fois (1998)
18. Opération duo des nonnes (1998)
19. L'aorte sauvage (1999)
20. Je panse donc je suis (2000)
21. Corps de garde (2000)
22. Délivrez-nous du mâle (2001)
23. Perles rares (2002)
24. Si le cœur vous en dit (2003)
25. Lésions étrangères (2004)
26. Opération en bourse (2005)
27. Viscères au poing (2005)
28. Invité donneur (2006)
29. Au diable la varice (2007)
30. Overdose (2008)
31. Rentabilité maximum (2009)
32. Le Chant Du Panaris (2010)
33. Sangsue Alitée (2011)
34. Lavez Maria (2012)
35. Des Lits De Fuite (2013)
36. Neuf Mois de Gros Stress (2014)
37. Un Bacille Heureux (2015)
38. Potes de chambre (2016)
39. Baby Boum! (2017)
40. Soufflez! (2018)
41. Traitement et Sale Air (2019)
42. La Radio de la Méduse (2020)